# Unbreakable
Unbreakable je deveti studijski album njemačkog power metal sastava Primal Fear. Album je objavljen 20. siječnja 2012. godine, a objavila ga je diskografska kuća Frontiers Records.

## Popis pjesama
| 1.    | »Unbreakable (Part 1)« (instrumental) | 1:37 |
| 2.    | »Strike«                              | 4:39 |
| 3.    | »Give 'Em Hell«                       | 3:05 |
| 4.    | »Bad Guys Wear Black«                 | 3:31 |
| 5.    | »And There Was Silence«               | 5:13 |
| 6.    | »Metal Nation«                        | 5:11 |
| 7.    | »Where Angels Die«                    | 8:09 |
| 8.    | »Unbreakable (Part 2)«                | 6:05 |
| 9.    | »Marching Again«                      | 5:41 |
| 10.   | »Born Again«                          | 4:48 |
| 11.   | »Blaze of Glory«                      | 3:56 |
| 12.   | »Conviction«                          | 3:49 |
| 13.   | »Night of the Jumps«                  | 3:55 |
| 59:39 |                                       |      |

## Zasluge
Primal Fear
- Ralf Scheepers – vokali
- Mat Sinner – bas-gitara, prateći vokali, produciranje
- Alex Beyrodt – gitara
- Randy Black – bubnjevi
- Magnus Karlsson – gitara, klavijature

Dodatni glazbenici
- Erik Mårtensson – prateći vokali
- Oliver Hartmann – prateći vokali

Ostalo osoblje
- Jobert Mello – omot albuma, ilustracije
- Heiko Roith – fotografija
- Achim "Akeem" Köhler – inženjer zvuka, mastering, miksanje
- Martin Müller – redatelj video spota